# Ербогачён (аэропорт)
Ербогачён — региональный аэропорт в одноимённом посёлке Иркутской области. Обеспечивает регулярное авиасообщение с областным центром — Иркутском (1025 км). Является основным и фактически единственным постоянным транспортным звеном Катангского района, с декабря по апрель так же действует зимник.
В аэропорту имеется одна ВПП, старая короткая полоса эксплуатируется как рулёжная.

## Принимаемые типыВС
Ан-2, Ан-24, Ан-26, Ан-30 и др. типы ВС 3-4 класса, вертолёты всех типов.

## Показатели деятельности
| год        | 2014 | 2015 | 2016 | 2017 |
| пассажиров | 7752 | 7480 | 7473 | 7865 |
| Источники: |      |      |      |      |